# Tereza Svobodová
Tereza Svobodová (* 10. března 1995 Brno) je česká reprezentantka ve sportovním lezení a mistryně ČR v lezení na obtížnost.
Matka Terezy, Marie Dichtlová byla několik let (2009-2013) předsedkyní Komise soutěžního lezení dětí a mládeže Českého horolezeckého svazu (funkci převzala po matce Adama Ondry, Evě Ondrové, když začal závodit za dospělé).

## Výkony a ocenění

### Závodní výsledky
| Mistrovství světa | Mistrovství světa | Mistrovství světa |
| Rok               | 2011              | 2012              |
| ----------------- | ----------------- | ----------------- |
| Obtížnost         | 26                | 39                |

| Světový pohár (nalevo jsou poslední závody v roce) | Světový pohár (nalevo jsou poslední závody v roce) |
| Rok                                                | 2011                                               |
| -------------------------------------------------- | -------------------------------------------------- |
| Obtížnost                                          | 77-78                                              |
| jednotlivě                                         | x                                                  |

| Mistrovství Evropy | Mistrovství Evropy | Mistrovství Evropy |
| Rok                | 2013               | 2015               |
| ------------------ | ------------------ | ------------------ |
| Obtížnost          | 38                 | 38                 |

| Mistrovství ČR | Mistrovství ČR | Mistrovství ČR | Mistrovství ČR | Mistrovství ČR |
| Rok            | 2011           | 2012           | 2013           | 2016           |
| -------------- | -------------- | -------------- | -------------- | -------------- |
| Obtížnost      | 1              | 3              | 4              | 5              |

| Český pohár (nalevo jsou poslední závody v roce) | Český pohár (nalevo jsou poslední závody v roce) | Český pohár (nalevo jsou poslední závody v roce) | Český pohár (nalevo jsou poslední závody v roce) | Český pohár (nalevo jsou poslední závody v roce) | Český pohár (nalevo jsou poslední závody v roce) | Český pohár (nalevo jsou poslední závody v roce) |
| Rok                                              | 2011                                             | 2012                                             | 2013                                             | 2014                                             | 2015                                             | 2016                                             |
| ------------------------------------------------ | ------------------------------------------------ | ------------------------------------------------ | ------------------------------------------------ | ------------------------------------------------ | ------------------------------------------------ | ------------------------------------------------ |
| Obtížnost                                        |                                                  | 2                                                | 2                                                | 6                                                | 5                                                |                                                  |
| jednotlivě (2/3/2)                               |                                                  | ,                                                | 4,,                                              | -,7,5,4                                          | -,5,5,5                                          |                                                  |
|                                                  |                                                  |                                                  |                                                  |                                                  |                                                  |                                                  |
| Rychlost                                         |                                                  |                                                  |                                                  |                                                  |                                                  |                                                  |
| jednotlivě                                       |                                                  |                                                  |                                                  |                                                  |                                                  |                                                  |
|                                                  |                                                  |                                                  |                                                  |                                                  |                                                  |                                                  |
| Bouldering                                       | 13                                               | 19                                               | 22                                               |                                                  |                                                  |                                                  |
| jednotlivě                                       | -,-,-,7,6                                        | -,-,-,7                                          | -,-,-,10,15                                      |                                                  |                                                  |                                                  |

| Mistrovství světa juniorů | Mistrovství světa juniorů | Mistrovství světa juniorů | Mistrovství světa juniorů | Mistrovství světa juniorů | Mistrovství světa juniorů | Mistrovství světa juniorů |
| Rok                       | 2009 kat. B               | 2010 kat. B               | 2011 kat. A               | 2012 kat. A               | 2013 juniorky             | 2014 juniorky             |
| ------------------------- | ------------------------- | ------------------------- | ------------------------- | ------------------------- | ------------------------- | ------------------------- |
| Obtížnost                 | 8                         | 8                         | 26                        | 11                        | 11                        | 23                        |
| Rychlost                  | —                         | —                         | —                         | 21                        | —                         | —                         |

| Mistrovství Evropy juniorů | Mistrovství Evropy juniorů | Mistrovství Evropy juniorů | Mistrovství Evropy juniorů |
| Rok                        | 2012 kat. A                | 2013 juniorky              | 2014 juniorky              |
| -------------------------- | -------------------------- | -------------------------- | -------------------------- |
| Obtížnost                  | 10                         | 15                         | 15                         |

| Evropský pohár juniorů (nalevo jsou poslední závody v roce) | Evropský pohár juniorů (nalevo jsou poslední závody v roce) | Evropský pohár juniorů (nalevo jsou poslední závody v roce) | Evropský pohár juniorů (nalevo jsou poslední závody v roce) |
| Rok                                                         | 2011 kat. A                                                 | 2013 juniorky                                               | 2014 juniorky                                               |
| ----------------------------------------------------------- | ----------------------------------------------------------- | ----------------------------------------------------------- | ----------------------------------------------------------- |
| Obtížnost                                                   | 10-11                                                       | 4                                                           | 14-15                                                       |
| jednotlivě                                                  |                                                             |                                                             |                                                             |